# Crematogaster angusticeps
Crematogaster angusticeps är en myrart som beskrevs av Santschi 1911. Crematogaster angusticeps ingår i släktet Crematogaster och familjen myror. Inga underarter finns listade i Catalogue of Life.